# Ghosted (2023)
Ghosted (abgeleitet von „Ghosting“) ist eine US-amerikanische romantische Actionkomödie von Regisseur Dexter Fletcher, die am 21. April 2023 in das Programm von Apple TV+ aufgenommen wurde. Die Hauptrollen übernahmen Chris Evans und Ana de Armas.

## Handlung
Auf einem Wochenmarkt in Washington, D.C. lernen sich die beiden Singles Sadie und Cole kennen. Sadie stellt sich gegenüber dem bei seinen Eltern lebenden Farmer als international operierende Kunstkuratorin vor, die gerade den Tod einer ihr nahestehenden Bekannten verarbeitet. Zwischen beiden funkt es von Beginn an und nach einem mehrstündigen Date ist Cole davon überzeugt, vielleicht die eine Frau getroffen zu haben. Seine darauffolgenden Textnachrichten bleiben jedoch über längere Zeit unbeantwortet, sodass er sich dazu entschließt, Sadie nach London nachzureisen und sie dort zu überraschen.
In der britischen Hauptstadt wird Cole von Kriminellen abgefangen und bewusstlos nach Pakistan verschleppt. Dort kommt es zu einer Konfrontation mit dem Gangsterboss Borislov, der Cole für einen legendären CIA-Agenten namens „Taxman“ hält und von ihm die Herausgabe eines Passwortes unter Androhung von Folter fordert. Als Coles Versuche fehlschlagen, die Verwechslung aufzuklären, wird er von der plötzlich erscheinenden Sadie aus der Gefangenschaft befreit, die sich ihm gegenüber als wahrer Taxman zu erkennen gibt. Beide schalten Borislov und seine Gefolgsmänner aus und fliehen in eine nahegelegene Stadt.
Sadie erklärt Cole, dass Borislovs Vorgesetzter Leveque im Besitz der biochemischen Waffe „Aztec“ ist, für deren Verwendung er ein Passwort braucht. Aztec wurde von einer Freundin von Sadie entwickelt und verschlüsselt, die jedoch aufgrund ihrer Abtrünnigkeit von der CIA-Agentin umgebracht wurde. Da Leveque nun Cole für ebendiesen Taxman hält, der im Besitz des Schlüssels ist, setzt er ein Kopfgeld auf den Farmer aus. Sadie versucht unterdessen, ihr früheres Date mithilfe ihres Bekannten Marco zurück in die Vereinigten Staaten zu bringen. Beide werden jedoch von mehreren Kopfgeldjägern abgefangen, die sich alle gegenseitig umbringen.
Sadie entschließt sich dazu, Leveque eine Falle zu stellen und Cole als den vermeintlich echten Taxman an Leveque auszuliefern. Auf einem Flug, bei dem der Austausch erfolgen soll, entdeckt Leveques Handlanger Wagner Bilder von Cole und Sadie als Paar, die die Situation zum Eskalieren bringen. Sadie wird mit einem Messer verletzt, ehe beide mit einem Fallschirm aus dem Flugzeug abspringen, auf einer Insel im Indischen Ozean landen und von US Marines gerettet werden.
Zurück im CIA-Hauptquartier in Virginia wird Sadie aufgrund der fehlgeschlagenen Sicherstellung von Aztec von ihrer Vorgesetzten Claudia Yates angezählt. Cole gelingt es zeitgleich durch sein botanisches Fachwissen, das Passwort von Aztec zu entschlüsseln. Um Leveque zu schnappen und seine Familie zu beschützen, erklärt er sich im Anschluss dazu bereit, weiterhin die Rolle des Taxman zu verkörpern. Die CIA schickt einen Teil des Schlüssels an Leveque, um so ein weiteres Treffen mit dem Gangster und dessen Käufer Mr. Utami zu arrangieren.
Noch vor der geplanten Übergabe wird die CIA-Einheit von Leveques Männern ausgeschaltet. Cole entschließt sich jedoch dazu, nicht zu gehen, da er fest davon überzeugt ist, dass Sadie ihm erneut zu Hilfe kommen wird. Dies tritt tatsächlich ein und die CIA-Agentin gibt sich gegenüber Leveque als wahrer Taxman zu erkennen. Mr. Utami bezahlt mehrere Millionen US-Dollar für das Passwort, die Sadie wiederum als Kopfgeld auf Leveque aussetzt, um so die Flucht von ihr und Cole zu gewährleisten. Als im Anschluss ein Kampf im Gebäude ausbricht, kann Cole Wagner ausschalten, während Sadie Leveque umbringt und Aztec sicherstellt. Wenig später stellt Cole Sadie seiner Familie vor.

## Produktion

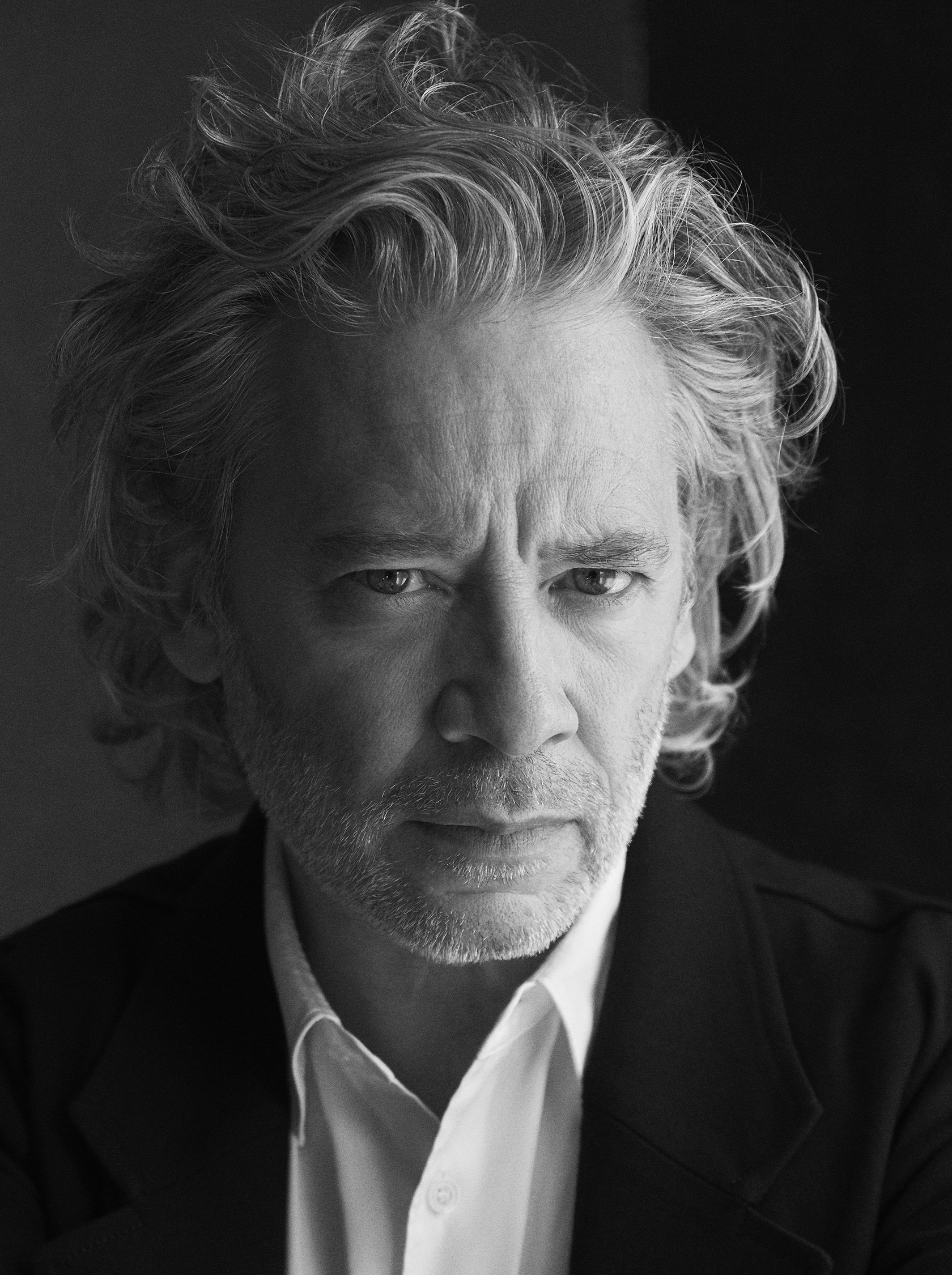
Regisseur Dexter Fletcher

Im August 2021 kündigte Apple die romantische Actionkomödie Ghosted für seinen hauseigenen Streamingdienst Apple TV+ an, bei der Dexter Fletcher Regie führte. Das Drehbuch wurde von Rhett Reese und Paul Wernick im Stile der Filmkomödie Auf der Jagd nach dem grünen Diamanten geschrieben und später durch Chris McKenna und Erik Sommers überarbeitet. Für die Hauptrollen des Farmers Cole Turner und der CIA-Agentin Sadie Rhodes wurden zunächst Chris Evans und Scarlett Johansson verpflichtet, ehe die Schauspielerin das Filmprojekt aufgrund von Terminkonflikten verlassen musste und durch Ana de Armas ersetzt wurde. Als Produzenten fungierten neben Reese, Wernick und Evans auch David Ellison, Dana Goldberg und Don Granger von Skydance, die sich die Verfilmungsrechte am Drehbuch sicherten.
Im Frühjahr 2022 schlossen sich Adrien Brody als Antagonist Leveque sowie Mike Moh, Tim Blake Nelson, Amy Sedaris und Tate Donovan in kleineren Nebenrollen der Besetzung an. Durch die Veröffentlichung des Trailers wurde zudem die Beteiligung von Marwan Kenzari, Lizze Broadway, Mustafa Shakir und Victoria Kelleher am Filmprojekt bekannt. Die Cameos von Anthony Mackie, John Cho, Sebastian Stan und Ryan Reynolds kamen allesamt über Kontakte von Hauptdarsteller und Produzent Chris Evans zustande.
Die Dreharbeiten mit Kameramann Salvatore Totino erfolgten von Februar bis Mitte Mai 2022 in Atlanta und Washington, D.C. Zu den Drehorten in der US-amerikanischen Hauptstadt zählte der Hafenbezirk The Wharf, der Stadtteil Georgetown, das Ford’s Theatre, die National Gallery of Art und das John F. Kennedy Center for the Performing Arts. Rund um Atlanta wurde unter anderem am Tallulah Falls Lake, in Marietta, im Hotel Atlanta Marriott Marquis und am Porsche Experience Center gefilmt, das als Kulisse für das CIA-Hauptquartier diente. In der Hauptstadt von Georgia errichtete Szenenbildner Claude Paré zudem Kulissen für ausländische und fiktive Schauplätze. So wurde in sechsmonatiger Arbeit ein pakistanischer Basar nachgebaut; ebenso wurde in Atlanta die Kulisse des sich drehenden Restaurants aus dem Finale nach Vorbild von Freizeitparkattraktionen errichtet. Weitere Hintergrundaufnahmen für eine Busverfolgungsszene, die in einer Wüste des Mittleren Ostens spielt, wurden tatsächlich in New Mexico gedreht.
Die Filmmusik komponierte der Schotte Lorne Balfe. Das 20 Musikstücke umfassende Soundtrack-Album wurde am 21. April 2023 über Lakeshore Records veröffentlicht. Daneben kommen in Ghosted auch zahlreiche bekannte Popsongs zum Einsatz, darunter unter anderem Taxman von den Beatles, My Sharona von The Knack, Heart of Glass von Blondie oder Uptown Funk von Bruno Mars.
Ein Trailer zum Film wurde am 6. März 2023 veröffentlicht. Die Weltpremiere erfolgte am 18. April 2023 in New York City. Drei Tage später wurde Ghosted weltweit in das Programm von Apple TV+ aufgenommen. Innerhalb der ersten zwei Tage nach Veröffentlichung verzeichnete der Film in den Vereinigten Staaten rund 330.000 Abrufe, womit er zur erfolgreichsten Filmpremiere des Streamingdienstes wurde.

## Synchronisation
Die deutschsprachige Synchronisation entstand nach einem Dialogbuch und unter der Dialogregie von Benjamin Wolfgarten bei FFS Film- & Fernseh-Synchron.
| Rolle                  | Darsteller         | Synchronsprecher   |
| ---------------------- | ------------------ | ------------------ |
| Cole Turner            | Chris Evans        | Dennis Schmidt-Foß |
| Sadie Rhodes / Taxman  | Ana de Armas       | Alice Bauer        |
| Leveque                | Adrien Brody       | Markus Pfeiffer    |
| Wagner                 | Mike Moh           | Patrick Keller     |
| Mr. Utami              | Steve Park         | Klaus-Peter Grap   |
| Monte Jackson          | Mustafa Shakir     | Peter Sura         |
| Claudia Yates          | Anna Deavere Smith | Almut Zydra        |
| Patti                  | Tiya Sircar        | Marieke Oeffinger  |
| Marco                  | Marwan Kenzari     | Florian Halm       |
| Coles Vater            | Tate Donovan       | Peter Flechtner    |
| Coles Mutter           | Amy Sedaris        | Christin Marquitan |
| Mattie Turner          | Lizze Broadway     | Daniela Molina     |
| Borislov               | Tim Blake Nelson   | Frank Röth         |
| Edna                   | Victoria Kellher   | Silvia Mißbach     |
| Martin                 | Israel Vaughn      | Patrick Giese      |
| Taxifahrer             | Burn Gorman        | Frank Schaff       |
| Grandson of Sam        | Anthony Mackie     | Stefan Günther     |
| The Leopard            | John Cho           | Julien Haggège     |
| God, der Kopfgeldjäger | Sebastian Stan     | Björn Schalla      |
| Jonas                  | Ryan Reynolds      | Dennis Schmidt-Foß |

## Rezeption

### Altersfreigabe
In den Vereinigten Staaten erhielt Ghosted von der MPA aufgrund einiger gewaltsamer Actionszenen, der Sprache und sexuellen Inhalten ein PG-13-Rating. In Deutschland wurde der Film von Apple TV+ mit einer Altersempfehlung ab 12 Jahren versehen.

### Kritiken
Ghosted konnte nur 25 % der 118 bei Rotten Tomatoes gelisteten Kritiker überzeugen und erhielt dabei eine durchschnittliche Bewertung von 4,2 von 10 Punkten. Als zusammenfassendes Fazit zieht die Seite, der Film schwanke lustlos zwischen Action, Comedy und Romantik, ohne sich jemals zu einem befriedigenden Ganzen zusammenzufügen. Bei Metacritic erhielt Ghosted basierend auf 29 Kritiken einen Metascore von 34 von 100 möglichen Punkten.
Als „temporeiche Popcorn-Unterhaltung“ ohne echte Bedrohung wird Ghosted von David Rooney in seiner Filmkritik für den Hollywood Reporter bezeichnet. Der Spionagefilm erinnere dabei an andere generische Genrevertreter wie Red Notice oder The Gray Man, mache aber Spaß und könne daher trotz seiner Bedeutungslosigkeit gut weggeschaut werden. So erfüllte Ghosted seinen Zweck als „Wegwerfunterhaltung“ vollkommen und gehe in seiner eigenen anspruchslosen Art vollends auf. Das Drehbuch sei natürlich voller Logiklöcher, echter Nervenkitzel fehle und auch die Figurenzeichnung hätte schematischer nicht sein können, doch die charismatischen Hauptdarsteller Chris Evans und Ana de Armas könnten den Film dennoch verkaufen und mit Leben füllen.
Durchaus wohlwollend steht auch Felicitas Kleiner vom Filmdienst Ghosted gegenüber, für die der Film das bewährte Rezept der romantischen Actionkomödie respektabel umsetze, ohne dem Genre jedoch irgendetwas Neues hinzuzufügen. Trotzdem unterhalte das Endergebnis gut; es gebe viele Schauwerte und solide Choreografien. Hauptdarsteller Chris Evans liefere dabei den zündenden Fish-out-of-Water-Humor, während seine Schauspielpartnerin Ana de Armas nicht nur als Actionheldin überzeugen könne, sondern auch Risse in ihrem emotionalen Panzer offenbare und so die Basis für die gemeinsame Romanze schaffe.
Enttäuscht zeigt sich hingegen Calum Marsh von der New York Times, für den Ghosted nicht überzeugen könne und kaum wie ein richtiger Film wirke. Die Figuren und Dialoge seien unecht, die Handlung hauchdünn sowie gekünstelt und die Actionszenen lächerlich einfallslos inszeniert. So wäre Ghosted ein schlichtweg langweiliges, unlustiges, unoriginelles und substanzloses romantisches Abenteuer mit billigen visuellen Effekten, bei dem jedweder Charme durch das Drehbuch zunichtegemacht werde.
Ein vernichtendes Urteil zieht auch Benjamin Lee vom Guardian, der die „schreckliche Actionkomödie“ Ghosted als „katastrophal fehlzündenden Mockbuster“ bezeichnet, der es verdient habe, ignoriert zu werden. Der leblos zusammengeschusterte Film treffe dabei einen Haufen dämlicher Entscheidungen, wodurch er chaotisch und fast schon wie von einer KI erstellt wirke. Die Dialoge seien schmerzhaft, die Action veraltet und die Paarung aus Chris Evans sowie Ana de Armas habe keinerlei Chemie. Für Lee wirke es daher fast schon so, als hätten die Darsteller den Film lediglich für den Gehaltscheck gemacht.

### Auszeichnungen
Goldene Himbeere 2024
- Nominierung als Schlechtester Schauspieler (Chris Evans)
- Nominierung als Schlechteste Schauspielerin (Ana de Armas)
- Nominierung als Schlechteste Filmpaarung (Chris Evans & Ana De Armas)